# Val McDermid
Val McDermid (Kirkcaldy, 4 giugno 1955) è una scrittrice britannica di gialli.

## Biografia
È nata nella regione del Fife (Scozia) e si è laureata presso il St Hilda's College di Oxford. Ha anche esercitato la professione di giornalista con scarso successo, successivamente si è dedicata al teatro, come drammaturga, convincendosi, infine, di essere più portata per la Letteratura in prosa
Ha raggiunto il successo nel 1987 con il romanzo Report for Murder. Sino ad oggi ha scritto tre serie di romanzi polizieschi: quella di Lindsay Gordon, un'intrepida giornalista lesbica, di Kate Brannigan, un attento investigatore privato, e di Tony Hill e Carol Jordan, riguardo a disfunzioni sessuali. Quest'ultima è stata adattata per la televisione con il titolo Wire in the Blood nel 2002.
Fa parte dei cosiddetti Tartan Noir, termine coniato dallo scrittore statunitense James Ellroy, che definì Ian Rankin "il re dei Tartan Noir"; gli scrittori Tart Noir sono tutti scozzesi e risentono profondamente della cultura della propria terra e, tra cinismo e umorismo, si identificano come una sottospecie di "scrittori hard boiled". Nel suo caso l'interesse per la tradizione letteraria scozzese (James Hogg e Robert Louis Stevenson) si unisce alla comprensione delle più delicate tematiche moderne, quali la pena di morte, la tortura e l'omosessualità. Ha inoltre collaborato con l'emittente BBC Radio 4 e BBC Radio Scotland.
Attualmente vive tra Manchester e il Northumberland; è apertamente omosessuale.

## Opere

### Romanzi

#### Romanzi con Lindsay Gordon
- Report for Murder (1987)
- Common Murder (1989)
- Union Jack (1993)
- Final Edition (1991)
- Booked for Murder (1996)
- Hostage to Murder (2003)

#### Romanzi con Kate Brannigan
- Daed Beat (1992)
- Kick Back (1993)
- Crack Down (1994)
- Clean Brak (1995)
- Blue Genesi (1996)
- Star Struck (1998)

#### Romanzi con Tony Hill
- The Mermaids Singing (1995)
- The Wire in the Blood (1997)
- The Last Temptation (2002)
- The Torment of the Others (2004)
- Beneath the Bleeding (2007)
- Fever of the Bones (2009)
- The Retribution (2011)
- Cross and Burn (2013)
- Splinter the Silence (2015)
- Insidious Intent (2017)
- How the Dead Speak (2019)

#### Romanzi con Karen Pirie
- Sospetto (The Distant Echo, 2003)[1]
- A Darker Domain (2008)
- The Skeleton Road (2014)
- Out of Bounds (2016)
- Broken Ground (2018)
- Still Life (2020)

#### Romanzi vari
- L'esecuzione (A Place of Execution, 1999); traduzione di Stefano Bortolussi, Sonzogno editore, 2001, pp. 464 - ISBN 88-454-2147-3[1]
- Killing the Shadows (2000)
- Cleanskin (2005)
- The Grave Tattoo (2006)
- Trick of the Dark (2010)
- The Vanishing Point (2012)

### Racconti
- The Writing on the Wall (1997)
- Senza via d'uscita (Stranded, 2005)[1]

### Saggi
- A Suitable Work for a Woman (1994)
- Forensics, The Anatomy of Crime (2014)

## Premi letterari
- Nel 1995 vince il Gold Dagger Award con il romanzo The Mermaids Singing.
- Nel 2000 vince il Premio Barry per il miglior romanzo poliziesco britannico con il romanzo A Place of Execution.
- Nel 2001 vince il Premio Dilys con il romanzo A Place of Execution.
- Nel 2001 vince il Premio Macavity con il romanzo A Place of Execution.
- Nel 2004 vince il Premio Barry per il miglior romanzo poliziesco britannico con il romanzo The Distant Echo.
- Nel 2010 vince il Cartier Diamond Dagger.
- Nel 2011 vince il Premio Barry per il miglior libro tascabile con il romanzo Fever of the Bone